# 絶対差

実数 x, y の絶対差を実数直線上のそれらの間の距離として図示したもの

数学における絶対差（ぜったいさ、英: absolute difference）は差の絶対値を言う。二つの実数 x および y に対し、それらの絶対差 |x − y| は実数直線において x, y にそれぞれ対応する点の間の距離を記述する。これによって定まる距離は Lp-距離 (1 ≤ p ≤ ∞) の特別の場合であり、また有理数の全体 Q あるいはその完備化である実数全体 R に標準的な距離空間の構造を定める。
任意の距離函数がそうであるように、この距離もまた以下の性質を満足する:
- 非負性: |x − y| ≥ 0.
- 不可識別者同一性: |x − y| = 0 ⇔ x = y.
- 対称性あるいは可換性: |x − y| = |y − x|.
- 三角不等式: |x − z| ≤ |x − y| + |y − z|; 等号成立は x ≤ y ≤ z のとき、かつそのときに限る。

単なる差をとったのでは、これと対照的に非負にも可換にもならないが、残り x − y = 0 ⇔ x = y および x − z = (x − y) + (y − z) は依然として成り立つ。
絶対差を用いてほかの量を定義することができる: 例えば相対差、タクシー幾何における L1-ノルム、グラフ理論の優美ラベリングなど。
例えば計算にコストがかかるとか導函数が連続でないなどの理由で、絶対値函数が現れるのを避けたい場面では、しばしば以下の関係: {\displaystyle |x-y|<|z-w|\iff (x-y)^{2}<(z-w)^{2}} が利用できる。これが成り立つ理由は |x − y|2 = (x − y)2 であること、および平方する操作が非負実数の上で単調となることによる。